# Vazamento (internet)
Um vazamento na internet é a liberação não autorizada de informações na internet. Vários tipos de informações e dados podem ser, e já foram, "vazados" na internet, os mais comuns são informações pessoais, códigos-fontes de softwares, e trabalhos artísticos como livros ou álbuns. Por exemplo, um álbum de músicas é vazado se ele foi disponibilizado para o público na internet antes de sua data de lançamento oficial.

## Vazamento do código-fonte
Os vazamentos do código-fonte são geralmente causados pela configuração incorreta de software como CVS ou FTP que permitem que as pessoas consigam os arquivos fonte por meio de exploits, falhas, ou funcionários que têm acesso aos seus código-fontes ou parte deles revelando o código para prejudicar a empresa.
Houve muitos casos de vazamentos de código-fonte na história do desenvolvimento de software.
- Em 2003, Axel Gembe, um hacker alemão, que havia se infiltrado na rede interna da Valve meses antes, explorou uma falha de segurança no Outlook da Microsoft para obter a fonte completa do jogo eletrônico Half-Life 2. O código-fonte vazou online uma semana depois, uma versão jogável de Half-Life 2 foi compilada a partir do código-fonte, revelando o quão inacabado estava. Os vazamentos prejudicaram o moral da Valve e retardaram o desenvolvimento.[1] Em março de 2004, Gembe entrou em contato com Gabe Newell, CEO da Valve, e se identificou, dizendo ser fã e não ter agido maliciosamente. Newell trabalhou com a FBI para convidar Gembe para uma entrevista de emprego falsa, planejando prendê-lo nos EUA; no entanto, a polícia o prendeu na Alemanha.[2][3][4] A fonte completa logo ficou disponível em várias redes de compartilhamento de arquivos.

### Vazamentos de fim de vida por desenvolvedores
Às vezes, os próprios desenvolvedores de software vazam intencionalmente o seu código-fonte em um esforço para evitar que um produto de software se torne abandonware após atingir seu fim de vida, permitindo que a comunidade continue o desenvolvimento e apoio do produto. As razões para o vazamento em vez de uma liberação adequada para o domínio público ou como código aberto podem incluir os direitos de propriedade intelectual dispersos ou perdidos. Um exemplo é o jogo eletrônico Falcon 4.0, que se tornou disponível em 2000; outro é o Dark Reign 2.